# Шлюз до даних таблиці (програмування)
Шлюз до даних таблиці (англ. Table Data Gateway) — шаблон проєктування в якому об'єкт діє як шлюз між даними додатку та таблицею сховища даних.

## Опис
Об'єкт виступає як шлюз між даними додатку та сховищем. Один об'єкт працює одразу зі всіма записами в таблиці. Як правило, шлюз до даних таблиці не має стану, його роль полягає в передачі даних від сховища до бізнес-логіки.

## Реалізація
Нехай, дано клас-сутність
```
public
 
class
 
Person

{

        
public
 
int
 
Id
 
{
 
get
;
 
set
;
 
}

        
public
 
string
 
FirstName
 
{
 
get
;
 
set
;
 
}

        
public
 
string
 
LastName
 
{
 
get
;
 
set
;
 
}

        
public
 
string
 
Gender
 
{
 
get
;
 
set
;
 
}

        
public
 
int
 
Age
 
{
 
get
;
 
set
;
 
}

}

```

Тоді шлюз до даних таблиці міститиме весь SQL, чи виклик збережених процедур та матиме наступний вигляд:
```
public
 
class
 
PersonGateWay

{

        
public
 
void
 
Update
(
string
 
firstName
,
 
string
 
lastName
,
 
string
 
age
)

        
{

            
.
 
.
 
.

        
}

        
public
 
void
 
Insert
(
string
 
firstName
,
 
string
 
lastName
,
 
string
 
gender
,
 
string
 
age
)

        
{

            
.
 
.
 
.

        
}

        
public
 
void
 
Delete
(
int
 
id
)

        
{

            
.
 
.
 
.

        
}

            
.
 
.
 
.

}

```